# Bathycolpodes vegeta
Bathycolpodes vegeta är en fjärilsart som beskrevs av Louis Beethoven Prout 1912. Bathycolpodes vegeta ingår i släktet Bathycolpodes och familjen mätare. Inga underarter finns listade i Catalogue of Life.